# Non insegnate ai bambini
Non insegnate ai bambini è un brano musicale di Giorgio Gaber, contenuto nell'album postumo Io non mi sento italiano.

## Descrizione
Il brano doveva far parte del nuovo spettacolo di teatro canzone preparato da Gaber e Luporini, Io quella volta lì avevo 25 anni, che non verrà mai allestito a causa della morte dell'artista.
Verrà pubblicato il 24 gennaio 2003 all'interno dell'album, ventitré giorni esatti dopo la morte di Gaber; in precedenza era stato anche scelto come accompagnamento musicale al funerale dell'autore.
Nel 2005 si è classificato al secondo posto al Premio Tenco come miglior brano, dietro a Lettera da lontano di Enzo Jannacci, vincitore per pochi voti.

## Cover
La canzone è diventata una delle più note dell'artista milanese, ed ha avuto in seguito numerose cover, di cui le più note sono quella realizzata da Alice, che oltre a proporla dal vivo l'ha anche incisa nel suo album Viaggio in Italia, pubblicato nello stesso anno, e quella di Laura Pausini, che il 21 luglio 2007 l'ha presentata alla quinta edizione del Festival Teatro Canzone Giorgio Gaber di Viareggio.
Tra gli altri artisti che hanno interpretato la canzone vi sono Morgan, Enrico Ruggeri, Jovanotti in duetto con Gianluca Grignani, Simone Cristicchi, Roberta Alloisio, i Flexus, il comico Giobbe Covatta., Ornella Vanoni, Fiorella Mannoia in duetto con Paola Turci.